# Inštitut za ekonomske odnose s tujino Ekonomsko-poslovne fakultete v Mariboru
Inštitut za ekonomske odnose s tujino deluje v okviru Raziskovalno-izobraževalnega centra Ekonomsko-poslovne fakultete Univerze v Mariboru.